# Bálint Vilmos
Bálint Vilmos (Brassó, 1877. szeptember 11. – Csíkkozmás, 1949. január 30.) római katolikus lelkész, népművelő.

## Családja
Bálint Vilmos 1877. szeptember 11-én született Bálint János és Kelemen Juliánna tizenkét gyermeke közül elsőszülött fiúként, ugyanakkor házasságon kívüli gyermekükként. Születésekor az anyakönyvi bejegyzésben „Kelemen Vilmos" néven szerepelt, és csak az édesanyja neve volt feltüntetve. Szülei 1878. január 27-én házasságot kötöttek Brassóban, amelyet követően fiukat törvényesítették, és vezetéknevét hivatalosan Bálintra változtatták.

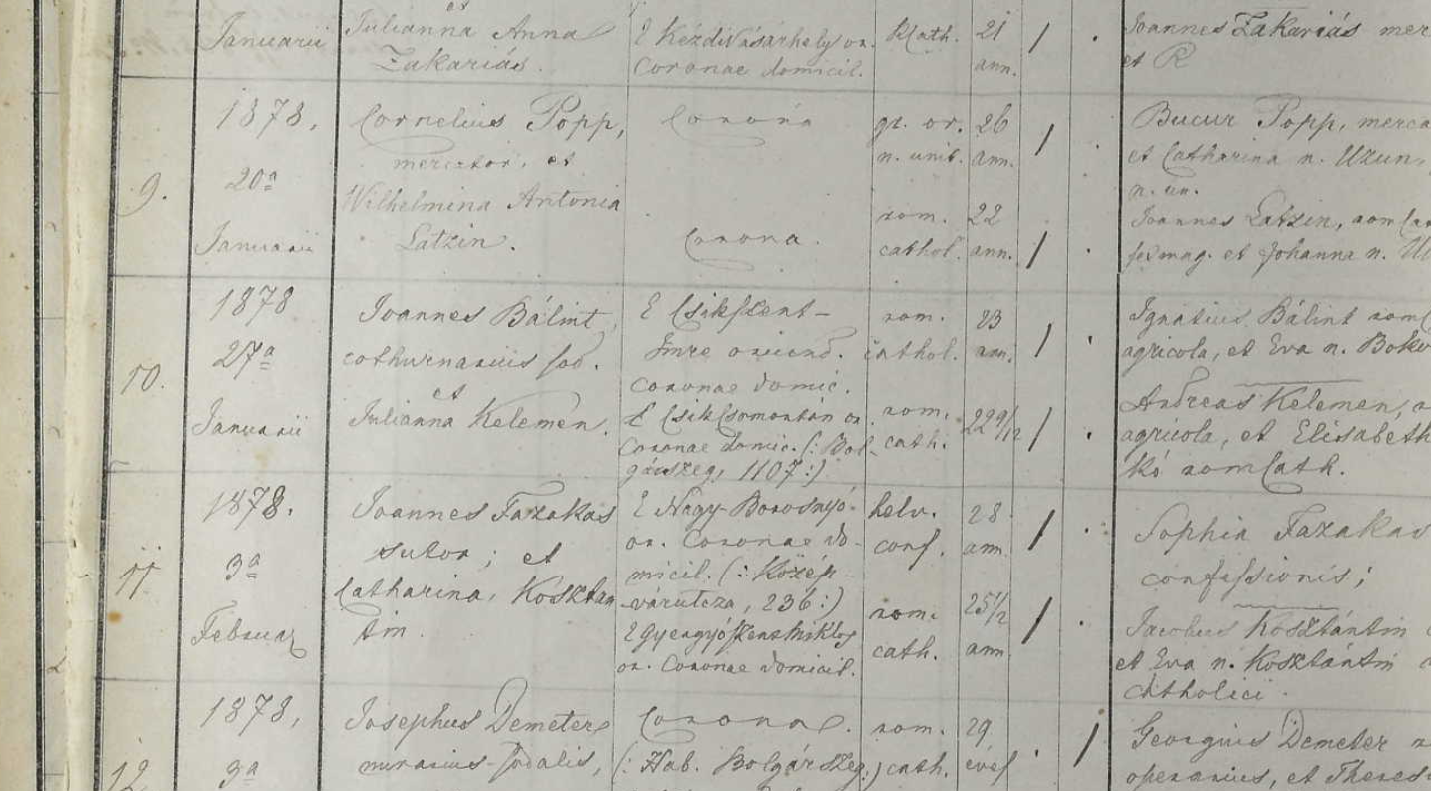
Bálint János és Kelemen Julianna házassági anyakönyve

Testvére, Bálint Ákos tanító, népművelő, tankönyvíró, zeneszerző.

## Életpályája
Gyulafehérváron katolikus teológiát tanult, és tanulmányai befejezése után bekapcsolódott a keresztény szociális mozgalomba.
1906 és 1921 között Ákosfalván szolgált lelkészként, majd 1921-től 1945-ig Csíkszenttamáson folytatta lelkipásztori munkáját. Ezt követően, 1945-től egészen haláláig Csíkkozmáson volt plébános.
Munkássága nemcsak az egyházi életre terjedt ki: iskolát (róla van elnevezve a Bálint Vilmos Általános Iskola Csíkszenttamáson) és művelődési házat építtetett, valamint helyi zenekart és színjátszó csoportot is vezetett.
Cikkeit több erdélyi újság is közölte, így a Brassói Lapok, a Csíki Lapok és az Erdélyi Tudósító.

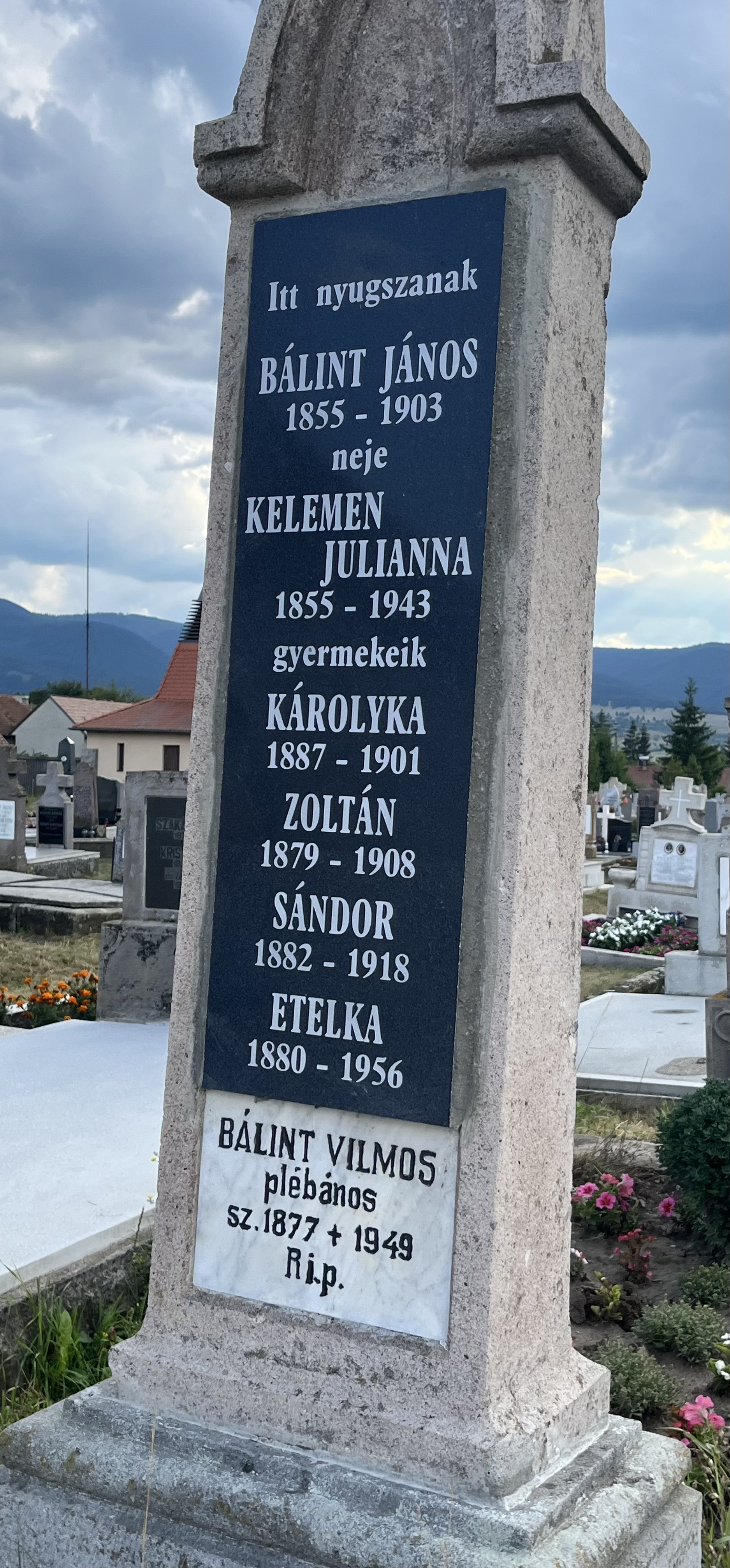
Bálint család sírköve Csíkszentimrén

A dúsgazdag című bibliai színjátéka két kiadásban is megjelent A Magyar Nép Könyvtára sorozatban (Kolozsvár 1932, 1938). A darabban egy régi erkölcsi tanítómesét dolgozott át, és formált a kor színházi igényeihez igazodva.
Bálint Vilmos bemutatta Erdélyt Sík Sándornak (kb. a két világháború között).
Bálint Vilmos 1949. január 30-án hunyt el Csíkkozmáson, földi maradványait azonban szülőfalujában, Csíkszentimrén helyezték örök nyugalomra.